# Dillwynia uncinata
Dillwynia uncinata är en ärtväxtart som först beskrevs av Porphir Kiril Nicolai Stepanowitsch Turczaninow, och fick sitt nu gällande namn av John McConnell Black. Dillwynia uncinata ingår i släktet Dillwynia och familjen ärtväxter. Inga underarter finns listade i Catalogue of Life.